# Marion Mack
Pour les articles homonymes, voir Mack.
Joey Marion McCreery, dite Marion Mack, est une actrice et scénariste américaine, née le 8 avril 1902, et morte le 1er mai 1989 .   

## Biographie

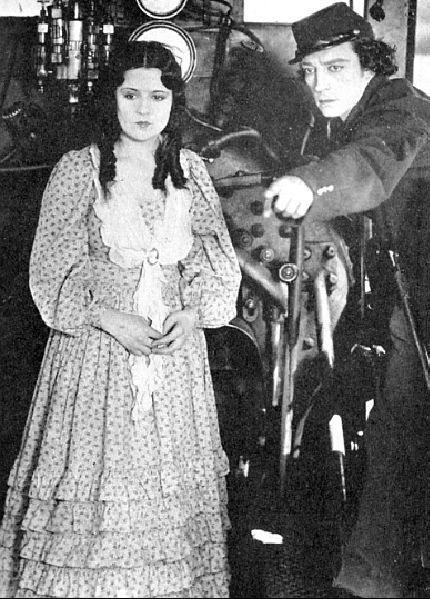
Marion Mack et Buster Keaton

Actrice de films muets, elle ne parvint pas à perdurer à l'arrivée du parlant. Elle raconte son histoire et sa carrière dans le film semi-biographique Mary of the Movies sorti en 1923 et dont elle co-écrit le scénario.

## Filmographie

### En tant qu'actrice
- 1921 : On a Summer Day d'Albert Austin (court-métrage, créditée comme « Joey McCreery »).
- 1921 : Reputation de Stuart Paton : une ingénue (créditée comme « Joey McCreery »).
- 1921 : The Cowpuncher's Comeback de Edward Laemmle : Betty Thompson (créditée comme « Joey McCreery »).
- 1923 : Mary of the Movies de John McDermott : Mary.
- 1925 : One of the Bravest de Frank O'Connor : Sarah Levin.
- 1926 : The Carnival Girl de Cullen Tate : Nanette.
- 1927 : Le Mécano de la « General » de Buster Keaton : Annabelle Lee.
- 1928 : Alice in Movieland (court-métrage).

### En tant que scénariste
- 1923 : Mary of the Movies de John McDermott.
- 1938 : Streamlined Swing de Buster Keaton.
- 1940 : Rodeo Dough (en) de Sammy Lee[2].